# Rennyo
 (juin 2022).
Rennyo (蓮如) (1415–1499) est le 8e monshu, ou abbé, du temple Hongan-ji de la Véritable école de la Terre pure, Jōdo Shinshū (浄土真宗), du bouddhisme japonais, et le descendant du fondateur Shinran. Il est aussi connu sous le nom Shinshō-in (信証院), et à titre posthume Etō Daishi (慧灯大師).
Il est considéré comme le revivificateur (ou parfois le second fondateur) du Jōdo Shinshū, raison pour laquelle il est aussi appelé Rennyo Shonin (« moine éminent »). Rennyo est responsable d'une période de revitalisation de l'histoire du Jōdo Shinshū dans laquelle la religion est popularisée pour les masses.
Bien qu'il fût un pacifiste et un défenseur du devoir civique et de la responsabilité, certains ont supposé, sans preuve, que son attitude « populiste » et son prêche charismatique avaient indirectement et involontairement entraîné les révoltes Ikkō-ikki au cours desquelles des foules de moines, de paysans et d'agriculteurs lancèrent des attaques organisées contre leurs dirigeants féodaux. 

## Biographie

### Jeunesse
Né Hoteimaru (布袋丸), plus tard Kenju (兼寿), Rennyo est le fils de Zonnyō (存如, 1396–1457), 7e abbé ou monshu du temple Hongan-ji. Il est né d'une relation hors mariage de son père (âgé de 18 ans) avec une de ses domestiques. Étant donné que Zonnyo est d'un rang et d'un statut social beaucoup plus élevés, la mère de Rennyo est renvoyée quand il a seulement six ans.
Plusieurs fois au cours de sa vie, il tentera, sans succès, de retrouver sa mère. Et sa relation avec sa belle-mère  Nyoenni (? -1460) est difficile: Rennyo se dispute avec elle, et plus tard, celle-ci tente de faire nommer son propre fils Ogen (1433-1503) comme monshu au Hongan-ji. Cependant, Nyojo (1402-1460), un oncle de Rennyo, s'y oppose, et Rennyo devient,  finalement le 8e monshu, en 1457.

### Rennyo le restaurateur
Une fois abbé du Hongan-ji, Rennyo démontre ses capacités de direction et d'organisation. Il concentra ses efforts de prosélytisme dans la province d'Ōmi, jusqu'alors dominée par les branches Bukkō-ji et Kinshoku-ji du Shinshū. Le Hongan-ji a un bon soutien dans la région en la personne d'un dénommé Hoju, qui est à la tête de la congrégation Katada, ce qui lui permet de renforcer la présence du Hongaji dans la région.
Il a aussi des partisans dans la ville de Kanegamori, réseau d'amis qui ont de bonnes positions dans la société et cruciaux pour son établissement comme meneur compétent. Les sommes générées dans ces régions contribuent à solidifier les défenses du Hongan-ji d'une attaque sectaire au début du règne de Rennyo.
L'influence de Rennyo se répand bientôt dans la province de Mikawa, zone traditionnellement dominée par la branche Senju-ji du Shinshū. Il parvient à ce résultat en faisant de nombreuses apparitions dans ces régions et en présentant des groupes avec ses propres commentaires sur les œuvres de Shinran.
Les moines du Enryaku-ji (temple de tête de l'école Tendai situé sur le mont Hiei) remarquent les succès de Rennyo dans les provinces autour de Kyoto. En 1465, le mont Hiei envoie un groupe de sōhei (moines-guerriers) au Hongan-ji où ils détruisent l'ensemble du complexe de temple. Les attaques sont justifiées au prétexte que le mouvement Jōdo shinshū est hérétique. La véritable motivation de cette agression est d'ordre financier. Les moines du mont Hiei ont des intérêts importants dans la province d'Ōmi qui compte des propriétés et des entreprises, et ils estiment devoir empêcher la croissance du Jōdo shinshū avant d'en ressentir les effets économiques. Toutefois, en raison de la richesse des congrégations que Rennyo a converties dans la région, assez d'argent est mis de côté pour soudoyer les moines guerriers du mont en échange de leur tranquillité. La contrepartie de cet arrangement est que le Hongan-ji doit devenir membre des temples du mont Hiei et ainsi participer au système des redevances annuelles dues aux autorités du mont. Rennyo est dans une position très délicate au cours de cette période car juste quand le Hongan-ji est à l'apogée de son travail d'unification des factions dissoutes de Shinran, le mont Hiei réduit le temple Ōmi en ruines.
Les années qui suivent l'attaque de 1465 forcent Rennyo à vivre une vie nomade. Ce n'est pas avant la construction du  Yamashina Mido à Kyoto en 1480 qu'il est en mesure d'avoir à nouveau une résidence permanente. Tout cela se produit au plus fort de la guerre d'Ōnin au Japon, faisant de la sécurité un problème croissant pour lui. Il ne peut compter sur aucune force extérieure pour protéger ses congrégations. Rien de tout cela n'interrompt sa mission tandis qu'il continue à rassembler de plus en plus de convertis dans de nouvelles régions telles que les provinces de Settsu et Yoshino. En 1469 il fait un voyage dans la région de Kantō où il trouve les ordres shinshu ouverts à ses nouveaux et rafraîchissants enseignements. Ceci en dépit du fait que le Senju-ji domine la région. Après avoir médité sur le meilleur endroit où reconstruire le Hongan-ji, Rennyo fait volte-face et décide de le construire le plus loin possible de l'influence du mont Hiei.

### Reconstruction des Hongan-ji
Rennyo décide de reconstruire le Hongan-ji dans la province d'Echizen (actuelle préfecture de Fukui), région éloignée qui offre beaucoup de promesses car elle est située près d'une route côtière. Une fois établie, la place prospère et les adhérents des provinces environnantes viennent d'entendre parler le prêtre. La congrégation devient si grande que sur le chemin du nouvel Hongan-ji, des centaines de pavillons sont installés et gérés par des prêtres shinhū pour loger les voyageurs. En 1475, Rennyo retourne dans les provinces de Kyoto avec une telle suite que le mont Hiei n'est plus en mesure de constituer de nouveau une menace crédible pour le Jōdo Shinshū. Rennyo a obtenu un tel statut dans les rangs du Jōdo Shinshū qu'il doit commencer à émettre des lettres pastorales (ou  ofumi) à la place d'apparaître en personne auprès des congrégations.
Pendant ce temps, Rennyo créé une nouvelle forme de liturgie (gongyō) incorporant des éléments qui vont devenir le noyau du bouddhisme Jōdo Shinshū Hongan-ji. Il réécrit également de nombreux textes bouddhistes en kana, caractères japonais phonétiques simples, rendant les textes plus accessibles pour le commun des mortels. En 1496, il recherche la solitude et se retire dans une zone rurale à l'embouchure de la Yodo-gawa où il construit un petit ermitage. La région est connue pour sa « longue pente » ou Ō- saka (大阪) en japonais. Les documents contemporains sur la vie de Rennyo et son ermitage sont ainsi les premiers à désigner cet endroit par le nom « Osaka ». L'isolement de Rennyo ne dure pas longtemps cependant ; son ermitage devient rapidement un temple et une ville temple environnante (jinaimachi) tandis que les dévots se réunissent pour lui rendre hommage et écouter son enseignement. Au moment de la mort de Rennyo trois ans plus tard (en 1499), le complexe est devenu connu comme le Ishiyama Hongan-ji et est proche de la forme finale qui se révélera être le plus grand temple fortifié de l'histoire du Japon.
Pendant ce temps, le mouvement plus important des Ikkō-ikki, assis sur le pouvoir de la masse des paysans, se développe et s'organise tout en étendant son influence dans les provinces de Kaga et Echizen. Les Ikkō-ikki sont de plus en plus irrités par le contrôle des autorités laïques que représentent les shoguns, les daimyo et les samouraï. En 1488, ils chassent le seigneur de Kaga, un daimyo du nom de Togashi, et prennent effectivement le contrôle de l'ensemble de la province. Les Ikkō-ikki défont ensuite les guerriers du clan Asakura d'Echizen envoyés par le shogunat pour les arrêter.
Rennyo a cinq femmes, treize fils et quatorze filles, et la plupart de ses enfants accèdent à des postes élevés comme successeurs de son école, ce qui aide l'institution à devenir l'une des plus grandes organisations religieuses au Japon qui serait sans cela restée sous l'égide du Shōren-in de Kyoto qui à cette époque domine partiellement les cercles bouddhistes japonais.

## Écrits
Rennyo Shonin est l'auteur de plusieurs ouvrages relatifs à la doctrine du Jōdo Shinshū. Son œuvre la plus influente est son ensemble de lettres adressés à divers groupes de laïcs (monto shin), connue sous le nom Gobunshō (御文章, « Compositions ») au Nishi Hongan-ji et Ofumi au Higashi Hongan-ji. Ces lettres ont le statut de textes scripturaires et sont traditionnellement utilisés dans la liturgie quotidienne shinshū. Sa lettre la plus connue est la Hakkotsu no Sho (白骨の書, « Lettre sur les cendres blanches »), réflexion sur l'impermanence de la vie et l'importance de s'appuyer sur le vœu d'Amide bouddha. Cette lettre est souvent lue à haute voix lors des services funèbres Jōdo Shinshu.
Les disciples de Rennyo ont également enregistré ce qu'il a dit dans une collection appelée Goichidai Kikigaku (御一代記聞書, « Recueil de choses entendues »), qui offre à ses disciples ultérieurs un aperçu de sa personnalité et de ses croyances.

## Postérité
Telle est l'importance de Rennyo dans la relance de l'enseignement de Shinran qu'il est vénéré par les fidèles comme le « second fondateur » de la tradition Jōdo shinshū. Dans le même temps, cependant, le débat se poursuit entre les savants sectaires pour savoir si l'héritage de Rennyo est bon pour le Jōdo shinshū ou pas. D'une part Rennyo a donné au mouvement shinshū désorganisé une structure cohérente, traduit les enseignements de Shinran dans un langage plus simple et développé une liturgie commune. D'autre part, le processus d'institutionnalisation que Rennyo a accéléré a sans doute endommagé les origines égalitaires du shinshū et conduit à une disjonction entre prêtres savants et laïcs dévots contraire à l'intention de Shinran. Par ailleurs, Rennyo a introduit certains éléments doctrinaux de la tradition rivale du Jōdo Shū Seizan dans le shinshū, et toléré la croyance aux kami shinto dans une plus grande mesure que Shinran. En fin de compte, ces débats sont sans objet car sans les efforts de Rennyo, le shinshū se serait presque certainement fragmenté pour finir absorbé par d'autres sectes.
Son 500e service commémoratif a été observé en 1998.
(- Voir les références Dobbins & Rogers ci-dessous)

#### Traduction
- (en) Yuenbô / Rennyo|Rennyo Shônin Ofumi (trad. & Introductions: Shojun Bandō & Harold Stewart / Ann T. Rogers, Ann T. & Minor L. Rogers), Tannishō: Passages Deploring Deviations of Faith / The Letters of Rennyo, Berkeley, Numata Center for Buddhist Translation and Research, 1996, xii - 184 (ISBN 1-886-43903-6, lire en ligne), p. 31-135 pour les Lettres de Rennyo.
- (en) Elson Snow (trans.), « Goichidaiki-kikigaki: Sayings of Rennyo Shonin », Pacific World Journal, New Series, no 10,‎ 1994, p. 2-55 (lire en ligne)

#### Études
- Kyoto National Museum (website, 1998) "Rennyo and Hongan-ji: History and Fine Arts". Consulté le 30 décembre 2004.
- (en) George Bailey Sansom, A History of Japan to 1334, Stanford, Stanford University Press, 1958 (ISBN 978-0-804-70523-3)
- (en) James C. Dobbins, Jodo Shinshu. Shin Buddhism in Medieval Japan, Bloomington (IL), Indiana University Press, 1989 (réimpr. University of Hawai'i Press, 2016), 264 p. (ISBN 978-0-253-33186-1)
- (en) Minor L. Rogers & Ann T. Rogers, Rennyo: The Second Founder of Shin Buddhism. With a Translation of his Letters, Berkeley, Asian Humanities Press, 1991 (ISBN 0-895-81929-5)
- (en) Mark L. Blum, Mark L. & Shin'ya Yasutomi (Eds.), Rennyo and the Roots of Modern Japanese Buddhism, Oxford, Oxford University Press, 2006, 320 p. (ISBN 978-0-195-13275-5)
- Jérôme Ducor, « La vie de Rennyo (1415-1499) », dans Alfred Bloom (Ed.), The Rennyo Shônin Reader, Kyôto, Jôdo-Shinshû Hongwanji-ha International Center, 1998, 158 p., p. 57-90